# Hyles privata
Hyles privata är en fjärilsart som beskrevs av Jules Leon Austaut 1905. Hyles privata ingår i släktet Hyles och familjen svärmare. Inga underarter finns listade i Catalogue of Life.